# Marianne Martin
Marianne Martin, geborene Kuhn, (* 14. Mai 1935 in Chemnitz) ist eine deutsche Mundartsprecherin, Heimatdichterin und Fernsehmoderatorin, die überwiegend in erzgebirgischer Mundart schreibt und moderiert.

## Leben und Wirken
Martin wurde in Chemnitz geboren, verzog jedoch bereits ein Jahr später mit ihren Eltern nach Thalheim, wo sie bis heute lebt. 
Während ihrer Ausbildung zur Feinstrumpffacharbeiterin stand sie im Feinstrumpfwerk 3 Tannen erstmals in einem Estradenprogramm zur Gründung der DDR am 7. Oktober 1949 auf einer Bühne. In der Folge gründete sie das Ensemble 3 Tannen Thalheim, in dem bis zu 75 Mitglieder mitwirkten. Nach dessen Auflösung 1961 war sie in der Erzgebirgsgruppe Thalheim, bis sich die Gruppe 1988 auflöste. 
Weitere berufliche Stationen waren die Betreuung der Kaffeeküche im Feinstrumpfwerk 3 Tannen, eine Außendiensttätigkeit in der Staatlichen Versicherung der DDR sowie die Seniorenbetreuung im VEB KSG Gornsdorf. In den 1980ern übernahm sie die Leitung des Thalheimer Seniorenklubs der Volkssolidarität.
Von 1984 bis 1990 war sie jährlich am Heiligabend in der von Heinz Quermann produzierten DDR-Fernsehsendung Ihr Leitle freit eich alle als Moderatorin zu erleben. Von 1992 bis 2020 moderierte sie die Sendung So klingt’s bei uns im Arzgebirg, in der im Mitteldeutschen Rundfunk das Erzgebirge und seine Heimatgruppen im Wandel der Jahreszeiten vorgestellt wurden. Am Heiligabend 2020 erklärte sie dem Fernsehpublikum altersbedingt ihren Abschied von der Sendung.
Am 15. November 2005 erhielt sie für ihr „außergewöhnliches kulturelles und bürgerschaftliches Engagement für die Region Erzgebirge“ das Verdienstkreuz 1. Klasse des Verdienstordens verliehen. Am 14. Mai 2010 wurde Martin vom Landrat des Erzgebirgskreises, Frank Vogel, zu einer Botschafterin des Erzgebirges ernannt.
Martin ist katholisch und seit 1955 verheiratet.

## Schriften
- In Sunneschei liegt unner Land – Lieder und Gedichte aus dem Erzgebirge. H&F-Verlag, Scheibenberg 2001, ISBN 3-933625-43-2
- Hans Joachim Schramm: Mit Marianne Martin durchs Zwönitztal – Geschichten aus dem Erzgebirge. Projekte-Verlag, Halle 2007, ISBN 3-866343-10-8